# Leighton Meester
Leighton Marissa Meester (født 9. april 1986) er en amerikansk skuespillerinde, sangskriver og sangerinde. Meester er bedst kendt for sin hovedrolle som Blair Waldorf i tv-serien Gossip Girl på The CW (2007–2012). Hun har også optrådt i film som Country Strong (2010), The Roommate (2011), Monte Carlo (2011) og The Oranges (2011).  Hun portrætterede Angie D'Amato i komedieserien Single Parents (2018–2020) på ABC.
Ud over sin skuespillerkarriere har Meester også udgivet to singler, indspillet sange til forskellige soundtracks og samarbejdet med adskillige kunstnere. Hendes musikalske stil har siden skiftet fra pop til folkemusik. I 2012 indledte hun en mini-tour med bandet Check in the Dark, som hun har arbejdet sammen med siden 2010. Hendes debutalbum, Heartstrings, blev uafhængigt udgivet i 2014.
I april 2014 gjorde Meester sin Broadway debut i Of Mice and Men.

## Privatliv
Hun har datet Sebastian Stan, som spiller Carter Baizen i Gossip Girl.
I 2011 købte Meester et hus i Encino, Los Angeles, og efter Gossip Girl's afslutning i 2012 flyttede hun fra New York til Los Angeles.
I 2012 begyndte Meester at date den tidligere The O.C skuespiller Adam Brody, som hun mødte under indspilningen af The Oranges. I november 2013 blev parret forlovet, og i februar 2014 blev de gift ved en privat ceremoni i Californien. Deres første barn, datteren Arlo Day Brody, blev født den 4. august 2015. I april 2020 blev det afsløret, at parret ventede deres andet barn. I september 2020 bekræftede Brody, at deres andet barn, en søn, blev født.